# Równowaga (mechanika)
Równowaga w mechanice – stan układu mechanicznego, w którym wszystkie jego punkty pozostają w spoczynku względem wybranego układu odniesienia. Wyróżnia się kilka rodzajów równowagi, a badający je dział fizyki to statyka.

## Bryła sztywna
Dla bryły sztywnej znajdującej się w polu grawitacyjnym, wyróżnia się następujące stany równowagi oraz warunki ich występowania:
- równowaga trwała (stabilna) – ma miejsce wtedy, kiedy środek ciężkości bryły jest położony w najniższym możliwym punkcie, a przy jej wychyleniu z tego położenia powstaje składowa siły ciężkości powodująca powrót bryły do jej położenia pierwotnego[4]. W tym położeniu energia potencjalna układu ma najmniejszą wartość[5].
- równowaga nietrwała (chwiejna) – ma miejsce wtedy[6], kiedy przy wychyleniu bryły powstaje składowa siły ciężkości wypychająca ją ze stanu równowagi[5];
- równowaga obojętna – ma miejsce wtedy, gdy energia potencjalna ma taką samą wartość we wszystkich położeniach bryły, a przy jej wychyleniu z położenia równowagi, jej energia potencjalna nie zmienia się[5];
- równowaga metastabilna (metatrwała) – ma miejsce wtedy, kiedy bryła zajmuje położenie, w którym energia potencjalna osiąga lokalne minimum (bryła otoczona jest barierą potencjału). Przy wytrąceniu bryły z położenia równowagi niewielką siłą, powraca ona do położenia pierwotnego, natomiast przy wytrąceniu większą siłą, bryła znajduje nowe położenie równowagi o mniejszej energii potencjalnej lub zachowuje się tak, jak w przypadku równowagi chwiejnej.

Schematyczne przedstawienie stanów równowagi
trwałej
chwiejnej
obojętnej
metastabilnej